# Federica Vitale
Federica Vitale (Roma, 25 febbraio 1983) è una nuotatrice italiana, in forza alla Canottieri Aniene e alla Nazionale italiana Nuoto di fondo.

## Carriera
Si è dimostrata una buona stileliberista in vasca, specializzata nelle distanze più lunghe; vinse anche due titoli italiani, il primo nel 2004 nei 1500 m e il secondo due anni dopo nei 5000 m ai primaverili. Nel 2005 esordì in nazionale nel nuoto di fondo molto positivamente, quando giunse seconda nei 10 km ai Mondiali di Montreal battendo allo sprint Britta Kamrau e venendo superata solo da Edith van Dijk. Nello stesso anno conquista anche un terzo posto nei 10 km nella Coppa LEN disputatasi a Bracciano.
Nel 2006, sempre a Bracciano, è medaglia d'argento nella Coppa LEN, specialità 5 km; ha partecipato anche ai mondiali di fondo di Napoli e agli europei di Budapest dove è arrivata settima nei 10 km. Ha avuto meno successo nel 2007 e nel 2008 e nel 2009 è passata alla distanza più lunga, i 25 km. Arrivata sul podio ai campionati italiani, è stata convocata ai Mondiali di Roma 2009 dove è riuscita a conquistare la medaglia di bronzo nei 25 km, battuta da Anna Uvarova di otto decimi nello sprint per il secondo posto.
Le cose non sono andate così bene nel 2010: ai mondiali di Roberval si è dovuta ritirare nella gara dei 25 km, e agli europei di Budapest è arrivata tredicesima.
Il suo tecnico è Emanuele Sacchi

## Palmarès
nota: questa lista è incompleta
| Campionati del mondo     | 10 km individuale  | 25 km individuale | 10 km a squadre   |
| 2005 Montréal Canada     | Argento 1h 56'02"5 | ---               | 8ª 5h 36'52"8     |
| 2007 Melbourne Australia | 17ª 2h 05'55"2     | ---               | ---               |
| 2009 Roma Italia         | ---                | Bronzo 5h 47'52"7 | ---               |
| Mondiali in acque libere | 10 km individuale  | 25 km individuale | 10 km a squadre   |
| 2006 Napoli Italia       | 15ª 2h 24'49"7     | ---               | ---               |
| 2010 Roberval Canada     | ---                | ritirata          | ---               |
| Campionati europei       | 5 km individuale   | 10 km individuale | 25 km individuale |
| 2006 Budapest Ungheria   | ---                | 7ª 2h 07'22"5     | ---               |
| 2008 Ragusa Croazia      | 17ª 1h 04'08"2     | ---               | ---               |
| 2010 Budapest Ungheria   | ---                | ---               | 13ª 5h 52'54"2    |

### Campionati italiani
2 titoli individuali, così ripartiti:
- 1 nei 1500 m stile libero
- 1 nei 5000 m stile libero

| Anno | Edizione    | st.libero 800 m | st.libero 1500 m | st.libero 5000 m | st.libero 4×200 m |
| ---- | ----------- | --------------- | ---------------- | ---------------- | ----------------- |
| 2001 | Estivi      | -               | -                | -                | 2                 |
| 2004 | Primaverili | -               | 3                | -                | -                 |
| 2004 | Estivi      | -               | 1                | -                | -                 |
| 2006 | Primaverili | 3               | 2                | 1                | -                 |

edizioni in acque libere
| Anno | Edizione | fondo 5 km | fondo 5 km cr. | fondo 25 km |
| ---- | -------- | ---------- | -------------- | ----------- |
| 2008 | Fondo    | -          | 2              | -           |
| 2009 | Fondo    | 2          | nd             | 2           |
| 2010 | Fondo    | -          |                | 3           |